# Vy-lès-Rupt
Vy-lès-Rupt – miejscowość i gmina we Francji, w regionie Burgundia-Franche-Comté, w departamencie Górna Saona.
Według danych na rok 1990 gminę zamieszkiwało 101 osób, a gęstość zaludnienia wynosiła 12 osób/km² (wśród 1786 gmin Franche-Comté Vy-lès-Rupt plasuje się na 642. miejscu pod względem liczby ludności, natomiast pod względem powierzchni na miejscu 532.).